# 가미촌 (시즈오카현)
가미촌(可美村)은 시즈오카현 서부 하마나군에 존재했던 촌이다. 1991년 5월 1일에 하마마쓰시에 편입 합병해 소멸하였다.

## 지리
이륜·자동차 메이커인 스즈키나 엔슈 제작의 본사가 소재해 재정면에서 풍요로웠기 때문에 오랫동안 시정촌 합병을 하지 않고 주변의 정촌이 차례차례 합병해 가는 가운데 합병 전에는 히로시마시에 사방을 둘러싸이는 후추정과 같이 1961년부터 1991년까지 30년간 하마마쓰시에 사방이 둘러싸여 우키시마와 같은 상태였다.
전술한 바와 같이, 스즈키 본사로부터 법인 시민세나 고정 자산세등에 의한 세수를 얻고 있었기 때문에, 주변 정촌이 합병해 가는 중에도 하마마쓰시에의 합병을 계속 거부해 왔다.합병을 단행한 이유는 도시계획도로가 마을 내에서 끊기는 등의 일과 폐기물 처분이나 분뇨 처분을 포위당하고 있는 하마마쓰시에 위탁할 수 없어 도로 등 필요한 정비나 폐기물·분뇨 처리가 가미촌 단독으로는 불가능하다는 것을 알았기 때문으로, 마을 행정의 원활화를 도모하기 위해 1990년에 들어서자 갑자기 하마마쓰시와의 합병 구상이 부상해 같은 해 9월에 합병을 신청해 촌의회를 가결되었다.

## 인구
- 약 1만 3000명 정도였다

## 지리
동서로 가로지르는 국도 257호의 남쪽은 다소 낮아졌지만 기본적으로 마을 내에서의 표고차는 거의 보이지 않는 평지였다(하마마쓰 평야).주택지가 많고 논밭 등도 볼 수 있다.합병 후 30년 가까이 경과한 현재에도 고층 건축물은 시내의 다른 지역에 비해 적다. 국도 257호선 남쪽으로 고총천이 지나고 있다. 촌역의 북동부로 호리도메 강이 흐른다.

## 넓이
- 동서 4.3㎞·남북 1.25㎞이다

## 역사
에도 시대는 에도와 오사카를 잇는 도카이도의 통과점이었다 (하마마쓰 숙소와 마이사카 숙소 사이)
- 1889년 4월 1일 - 정촌제 시행에 수반해 하마나군 가미촌이 성립하였다.
- 1911년 7월 1일 - 하마마쓰정이 시로 승격해 하마마쓰시가 되었다.
- 1972년 11월 11일 - 촌장이 제정되었다.
- 1991년 5월 3일 - 하마마쓰시에 편입되었다.
- 2007년 4월 1일 - 하마마쓰시가 정령지정도시로 승격해1908년과 1949년에 편입된 대도시가 나카구, 1991년(에 편입된 촌지역이 미나미구가 되었다.
- 2024년 1월 1일 - 하마마쓰시의 행정구역 개편으로 전 지역이 주오구가 되었다.

## 경제
스즈키의 본사가 놓여 있던 것으로 보아 법인 주민세 및 고정 자산세의 수입에 의해 재정면에서는 부유해, 주변의 자치체가 모두 1950년대에 하마마츠시에 합병되어 가는 가운데, 당촌은 오랫동안 독립을 유지하고 있었다.스즈키의 본사 소재지는 「시즈오카현 하마나군 가미무라 다카쓰카 300번지」가 정식 주소였지만 대외적으로는 「하마마쓰」의 기업으로서 지명도가 높았기 때문인지 「시즈오카현 하마마쓰 시외 다카쓰카 300번지」로 여겨져 통용되고 있었다(특히 1980년대 후반경)[5][2]. 합병에 의해 명실상부한 하마마쓰시의 기업이 되었다.

## 교통

### 도로
- 국도 제257호선

### 철도
- 도카이 여객철도
  - 도카이도 본선
- 일본화물철도
  - 니시하마마쓰역 ((화물전용역, 부지 일부가 소재))